# فارفان
فارفان، روستایی از توابع بخش رودشتشهرستان ورزنه استان اصفهان است.
فاصله آن تا مرکز شهرستان ورزنه ۱۷ کیلومتر و تا شهر اصفهان ۱۰۳ کیلومتر می‌باشد. در قدیم‌الایام خصوصاً عصر سلجوقی رونق و آبادانی بیشتری داشته و در اثر گذشت زمان بسیاری از این آثار از بین رفته‌است. از بین آثار باقی‌مانده می‌توان به مسجد قدیمی فارفان، مسجد خشتی فارفان (خطیره)، پل سمسار، قبرستان قدیمی و بندشانزده ده اشاره کرد. مردم این روستا به زبان ولایتی (ورزنه ای) صحبت می‌کنند که ریشه ساسانی دارد.

## جمعیت
این روستا در دهستان رودشت شرقی قرار دارد و براساس سرشماری مرکز آمار ایران در سال ۱۳۹۰، جمعیت آن ۱٬۶۶۰نفر (۵۱۸خانوار) می‌باشد و در سال ۱۳۸۵، جمعیت آن ۱٬۴۹۷ نفر (۴۲۵خانوار) بوده‌است.